# Кодекс етики українського журналіста
Кодекс етики українського журналіста — документ, що визначає основні морально-етичні орієнтири, яких журналіст має дотримуватися при виконанні своїх професійних обов'язків. сучасна редакція затверджена 12 грудня 2013 року на пленумі Національної спілки журналістів України (НСЖУ). Раніше затверджений рішенням Комітету Незалежної медіа-профспілки України (НМПУ).
В основі даного Кодексу лежить першопочатковий Кодекс професійної етики українського журналіста, схвалений 14 квітня 2002 року на Х з'їзді Національної спілки журналістів України.
Кодекс містить 19 статей. Вони написані на основі прав і свобод людини, викладених у Загальній декларації прав людини, Всесвітній Хартії свободи преси ООН, Декларації принципів поведінки журналіста Міжнародної Федерації журналістів, Конституції України та чинного законодавства.
Випадки порушення кодексу розглядає Комісія з журналістської етики.
16 вересня 2001 року створена ВГО «Комісія з журналістської етики».

## Основні статті Кодексу
1. Свобода слова та висловлювань є невід'ємною складовою діяльності журналіста.
2. Служіння інтересам влади чи засновників, а не суспільства, є порушенням етики журналіста.
3. Журналіст має з повагою ставитися до приватного життя людини. При цьому не виключається його право на журналістське розслідування, пов'язане з тими або іншими подіями і фактами, якщо суспільна значущість інформації, яка збирається і поширюється журналістом, є вищою, ніж приватні інтереси особи.
4. Висвітлення судових процесів має бути неупередженим щодо звинувачених. Журналіст не може називати людину злочинцем до відповідного рішення суду.
5. Журналіст не розкриває своїх джерел інформації, окрім випадків, передбачених законодавством України.
6. Повага до права громадськості на повну та об'єктивну інформацію про факти та події є найпершим обов'язком журналіста. Журналісти та редактори повинні здійснювати кроки для перевірки автентичності усіх повідомлень, відео- та аудіоматеріалів, отриманих від представників загалу, фрілансерів, прес-служб та інших джерел.
7. Інформаційні та аналітичні матеріали мають бути чітко відокремлені від реклами відповідною рубрикацією.
8. Редакційна обробка матеріалів, включаючи знімки, текстівки, заголовки, відповідність відеоряду та текстового супроводу тощо не повинні фальсифікувати зміст. Необхідно повідомляти аудиторію про подання відрепетируваних та реконструйованих новин.
9. Факти, судження та припущення мають бути чітко відокремлені одне від одного. Неприпустимим є розповсюдження інформації, що містить упередженість чи необґрунтовані звинувачення.
10. Точки зору опонентів, в тому числі тих, хто став об'єктом журналістської критики, мають бути представлені збалансовано. Так само мають бути подані оцінки незалежних експертів.
11. Не допускається таке вибіркове цитування соціологічних досліджень, яке призводить до викривлення змісту. Журналістські опитування громадян не повинні фабрикуватися з метою отримання наперед визначеного результату.
12. Журналіст зобов'язаний зробити все можливе для виправлення будь-якої поширеної інформації, якщо виявилося, що вона не відповідає дійсності.
13. Журналіст не повинен використовувати незаконні методи отримання інформації. Журналіст при зборі інформації діє в правовому полі України і може вдатися до будь-яких законних, в тому числі судових, процедур проти осіб, які перешкоджають йому в зборі інформації. Використання негласних прийомів збирання новин допускається лише тоді, коли це необхідно для забезпечення достовірності або точності матеріалу. Такі прийоми можуть бути виправдані лише у разі, коли іншими способами зібрати інформацію неможливо.
14. Плагіат несумісний із званням журналіста.
15. Ніхто не може бути дискримінований через свої стать, мову, расу, релігію, національне, регіональне чи соціальне походження або політичні уподобання. Вказувати на відповідні ознаки особи (групи людей) слід лише у випадках, коли ця інформація є неодмінною складовою матеріалу. Необхідно утримуватися від натяків або коментарів, що стосуються фізичних недоліків чи хвороб людини, уникати вживання образливих висловів, ненормативної лексики.
16. Журналіста не можна службовим порядком зобов'язати писати чи виконувати будь-що, якщо це суперечить його власним переконанням чи принципам. Необхідно протистояти проявам зовнішнього втручання в контент — як безпосередньому тиску, так і діям, що мають непрямі ознаки такого втручання.
17. Незаконне отримання журналістом матеріальної винагороди чи будь-яких пільг за виконаний чи невиконаний журналістський матеріал є несумісним із званням журналіста. Журналіст не повинен використовувати службове становище в особистих цілях, з метою наживи, самореклами, у кар'єристських цілях та керуючись прагненням догодити певним силам чи особам. Журналіст не має права використовувати фінансову інформацію до її оприлюднення з метою власного збагачення.
18. Журналіст має бути особливо обережним при висвітленні питань, пов'язаних із дітьми. Журналіст та редактор повинні мати обґрунтовані підстави для висвітлення приватного життя неповнолітньої особи (осіб) та дозвіл на це від її батьків чи опікунів. Неприпустимим є розкриття імен неповнолітніх (або вказування ознак, за якими їх можна розпізнати), які мали відношення до протизаконних дій, стали учасниками подій, пов'язаних із насильством.
19. Свідоме порушення норм журналістської етики є абсолютно несумісним з професійною журналістикою, піддається громадському осуду, може бути підставою для позбавлення прес-карти чи членства в професійних спілках та НСЖУ. Розгляд конфліктних ситуацій етичного та професійного характеру здійснює Комісія з журналістської етики.[1]